# Sorhoanus caricis
Sorhoanus caricis är en insektsart som beskrevs av David D. Gillette och Baker 1895. Sorhoanus caricis ingår i släktet Sorhoanus och familjen dvärgstritar. Inga underarter finns listade i Catalogue of Life.